# 狂野的愛
《狂野的愛》（法語：L'Amour braque）是一部1985年法國浪漫劇情片，由安德烈·左拉斯基執導，苏菲·玛索、法蘭西斯·烏斯特和傑奇·卡尤主演。這部電影講述了一名銀行劫匪在前往巴黎的途中遇到了一名神經質的夢想家，他認為这名夢想家是個白痴。夢想家到處都跟着他，很快愛上了他的女朋友，結果卻是悲慘的結局。這部電影的靈感大致來自陀思妥耶夫斯基1869年的小說《白痴》。本片於1986年獲得葡萄牙國際奇幻電影節最佳影片奖提名。

## 剧情
成功抢劫银行后，米基（傑奇·卡尤饰）与他的黑帮兄弟们从布达佩斯返回巴黎。在火车上，他遇到了精神有缺陷的莱昂（法蘭西斯·烏斯特饰），刚从精神病院出院，自称是匈牙利王子的后裔。莱昂希望在法国首都找到自己的亲戚。一到巴黎，米基就想向弗南兄弟复仇，因为他们把他的女友，16岁的妓女玛丽（苏菲·玛索饰）納入手中。虽然不了解情况，但莱昂还是跟随米基和他的手下来到了弗南兄弟的住处，在玛丽为他们开门时对她一见钟情。米基和他的槍手冲进房间，带走了玛丽。在他们离开之前，米基向弗南兄弟的方向扔了两颗手榴弹。不过，他们还是从爆炸中逃脱了。
之后，米基、玛丽、莱昂和其他人在一家酒吧庆祝。不久后，以米基的父亲为首的另一伙人也来到了这里。他想追杀米基。然而，米基搶在了他父親的前面向他开枪。酒吧外出现了更多敌对帮派的人。玛丽和莱昂设法逃了出来，在一间公寓里躲了起来。他们脱掉被雨淋湿的衣服，躺在床上。当玛丽向没有性经验的莱昂口交时，莱昂以为自己会流血而让她停了下来。第二天早上，莱昂独自醒来。玛丽给他打电话，告诉他米基活下来了。莱昂最好现在就离开。他终于去见了姨妈。姨妈的女儿阿格莱也是一名妓女，她还兼职做演员。莱昂暂时住在妓院里，阿格莱准备在那里勾引他。一天晚上，莱昂从窗户看到玛丽在对面的房子里。他跑过去，发现她又和弗南兄弟在一起。当莱昂和玛丽逃跑时，他们被弗南兄弟中的一个追到后院，米基开枪打死了他。
隨後，萊昂受到一名長期觀察黑幫團伙的督察的詢問，他對瑪麗感到擔憂。米基的手下“男爵”随后将莱昂带到米基的藏身处。他們一起出發去殺死還活著的弗南三兄弟。米基和他的手下干掉了两个弗南兄弟，玛丽在街上向米基献上了自己的身體以示感谢，莱昂癲癇發作逃跑了。阿格莱最终带他去了她正在演出的剧院。莱昂坐在一排座位上看着她排练。玛丽突然出现，告诉他她爱他。他们来到一间化妆间，玛丽把莱昂绑在椅子上，在他脸上化妆。玛丽把他推到床上，然后坐在他身上。然而，阿格莱打断了他们的做爱。随后，莱昂和玛丽乘火车来到山区。在玛丽儿时与父母度假的山间小屋，他们一起度过了几天宁静的时光。玛丽逐渐意识到，她的生活并不像电影或书本中那样可预测、有意义，而是充满了混乱和痛苦。
米基最终找到了玛丽，并把她带回了巴黎。在剧院上演契诃夫的《海鸥》时，莱昂和玛丽再次相遇。中场休息后，玛丽接替了阿格莱的角色，并开始哭泣。最后剩下的弗南兄弟西蒙也在舞台上，米基最终也走进了舞台。西蒙带着阿格莱和莱昂离开剧院，和他们一起开车去了停车场。然而，米基和他的手下卻跟著他們。米基枪杀了西蒙后，他和他的手下、玛丽和莱昂来到弗南兄弟的家，在那里他们看了一盘录像带，画面中玛丽的母亲被弗南兄弟虐待并放火焚烧，然后当着玛丽的面从窗户跳了下去。
督察逮捕了阿格莱的一名追求者，并在他的车里向他开枪，原来督察就是玛丽的父亲。与此同时，莱昂来到米基的藏身之处，玛丽裹着白床单，坐在椅子上，血流不止。米基当着莱昂的面用刀刺穿了她的胸膛。一伙歹徒突然出现在街上，喊话劝米基跟着他们干。米基拿起枪向歹徒射击，但歹徒还击，米基被打死。恍惚间，莱昂看到自己与玛丽等死去的人在火车上，玛丽劝他离开。莱昂最终回到了剧院，这让阿格莱松了一口气。最后，他发现自己坐在一条铁轨上的椅子上，这条铁轨与他视线中的另一条铁轨相交。

## 制作
這是苏菲·玛索和安德烈·左拉斯基的首次電影合作，之後兩人又合作拍攝了三部電影。
左拉斯基在《薩根堡》見到玛索後就選擇了她。“苏菲直言不諱的品質給我留下了深刻的印象，”左拉斯基說，“這可能只是她的青春。但當我們見面時，很明顯這來自她的內心。”
“他從演員身上发掘了他們自己從未意識到的東西，”玛索谈论导演时说道，“有時候很痛苦，但你卻因此而改變。”

## 反响
這部電影在商業上是失敗的。